# Pseudoeurycea robertsi
Espèce
Synonymes
- Oedipus robertsi Taylor, 1939 "1938"

Statut de conservation UICN

 CR B1ab(iii) : 
En danger critique
Pseudoeurycea robertsi est une espèce d'urodèles de la famille des Plethodontidae.

## Répartition
Cette espèce est endémique de l'État de Mexico au Mexique. Elle se rencontre de 3 200 à 3 500 m d'altitude sur le Nevado de Toluca.

## Étymologie
Cette espèce est nommée en l'honneur d'Howard Radclyffe Roberts.

## Publication originale
- Taylor, 1939 "1938" : Concerning Mexican salamanders. University of Kansas Science Bulletin, vol. 25, no 14, p. 259-313 (texte intégral).